# Sébastien Cabot
Pour les articles homonymes, voir Cabot.

Fac-similé photographique de la célèbre carte du monde de Sébastien Cabot de 1544.

Sébastien Cabot (nom de naissance en italien : Sebastiano Caboto), probablement né à Venise en 1477, mort en 1557 à Londres, est un navigateur et explorateur vénitien au service des Anglais. C'est le fils de Jean Cabot.
Il a toutefois affirmé à certains de ses contemporains qu’il était né à Bristol, et avait vécu à Venise à partir de 4 ans ; à d’autres, qu’il était né à Venise, puis avait été élevé en Angleterre.

## Biographie
Il exécute en 1516, pour le compte de Henri VIII, un voyage de découverte qui le mène à la découverte du détroit et de la baie d'Hudson.
Il passe au service de l'Espagne, et obtient le grade de capitaine général le 3 mars 1525. Le 5 avril 1526, il part avec une flotte de 3 navires et 150 marins, fournis par Charles Quint pour trouver le Cathay et une nouvelle route vers les Moluques. 
Arrivé sur les côtes de l'Amérique, il remonte le rio de la Plata et abandonne ses compagnons Francisco de Rojas, Martin Mendez, et Miguel de Rodas, avec lesquels il s’était querellé. Il remonte ensuite le Paraná jusqu’à son confluent avec le Paraguay, construit plusieurs forts sur ses rives, puis il revient en Espagne en août 1530. On lui reproche son manque de succès et sa conduite avec ses subordonnés, et il est exilé à Oran le 1er février 1532. Il est gracié au bout d’un an, et il revient à Séville, où il retrouve son titre de pilote major.
Sans avoir perdu son titre ni sa pension, il part pour l’Angleterre en 1547 et y reçoit le titre de Grand pilote. Il dirige en 1553 une expédition pour découvrir un passage par le Nord-Est qui le mène aux abords de la Laponie. Avec la Compagnie de Moscovie, il établit les premières relations commerciales de la Grande-Bretagne avec Arkhangelsk .
La relation des voyages des deux Cabot (père et fils) a été publiée à Venise, 1583, et dans les recueils de Richard Hakluyt et de Samuel Purchas. Les Anglais ont voulu opposer les découvertes des Cabot à celles de Christophe Colomb.